# Verwaltungsgemeinschaft Velden (Pegnitz)
Die Verwaltungsgemeinschaft Velden liegt im Landkreis Nürnberger Land und wird von folgenden Gemeinden gebildet:
1. Hartenstein, 1459 Einwohner, 24,76 km²
2. Velden, Stadt, 1735 Einwohner, 21,34 km²
3. Vorra, 1661 Einwohner, 22,08 km²

Sitz der Verwaltungsgemeinschaft ist Velden.
Die Verwaltungsgemeinschaft Velden ist nicht zu verwechseln mit der gleichnamigen Verwaltungsgemeinschaft Velden in Niederbayern.